# Эклунд, Ханс
Ханс Патрик Эклунд (швед. Hans Patrik Eklund; род. 16 апреля 1969, Мёнстерос, Кальмар) — шведский футболист и тренер, нападающий известный по выступлениям за клубы «Эстер», «Хельсингборг» и «сборную Швеции». Директор по развитию клуба «Хельсингборг».

## Клубная карьера
Эклунд начал карьер в клубе «Монстерас ГИФ» в 1984 году и успешно выступал за команду на протяжении двух сезонов. В 1987 году игрок перешёл в более именитый «Эстер». Он дебютировал за команду в Алсвенскан лиге, а 1992 году Ханс забил 16 мячей и стал лучшим бомбардиром чемпионата Швеции. В 1994 году Эклунд перешёл в швейцарский «Серветт» на правах аренды. 26 октября в матче против «Лугано» он дебютировал в швейцарской Суперлиге. 9 ноября в поединке против «Базеля» Ханс забил свой первый гол за «Серветт». По окончании аренды игрок вернулся в «Эстер».
В 1998 году Эклунд перешёл в китайский «Далянь Шидэ», где игрок провёл сезон, а затем вернулся в Европу став игроком датского «Виборга». В 2000 году Ханс вернулся в Швецию, подписав контракт с «Хельсингборгом». Он успешно выступал за команду три сезона и завершил карьеру игрока в 2003 году.

## Международная карьера
12 января 1988 года в товарищеском матче против сборной ГДР Эклунд дебютировал за сборную Швеции.

## Тренерская карьера
В 2003 году Эклунд закончил карьеру футболиста в клубе «Хельсингборг» и остался в команде сначала в роли ассистента, а затем скаута. В 2007 году он получил первый самостоятельный опыт тренера в своём бывшем клубе «Виборге». В 2010 году Эклунд вернулся в Швецию, где сначала был ассистентом в «Ландскруне», а затем тренировал клубы «Фалькенберг» и «Кальмар». В 2022 году он стал директором по развитию в «Хельсингборге».

## Достижения
Клубные
 «Виборг»
- Обладатель Кубка Дании (1): 1999/2000

Индивидуальные
- Лучший бомбардир Аллсвенскан лиги (16 мячей): 1992